# Промышленность Тайваня
Промышленность на Тайване в основном состоит из многих малых и средних предприятий (МСП), составляют 85 % объёма промышленного производства, с меньшим количеством крупных предприятий. 
Эти предприятия обычно производят продукцию OEM или изготовляют изделия по оригинальному проекту (ODM), в результате чего меньше ресурсов тратится на исследования и развитие новых товаров. В связи с акцентом на модели OEM/ODM компании, как правило, не в состоянии сделать углублённые оценки инвестиций, производства и маркетинга новых продуктов и не полагаются на импорт ключевых компонентов и передовых технологий из США и Японии.
Двадцать ведущих компаний по информационным и коммуникационным технологиям создали свои отделения на Тайване.
Доля промышленного производства Тайваня в ВВП страны постепенно снизилась с более 50 % 1986 году до всего 31 % в 2002 году.
Это связано с тем, что промышленность перешла от более трудоёмких к капитало- и наукоёмким отраслям; электроника и информационные технологии составляют 35 % от общей производственной структуры.

## Электронная промышленность

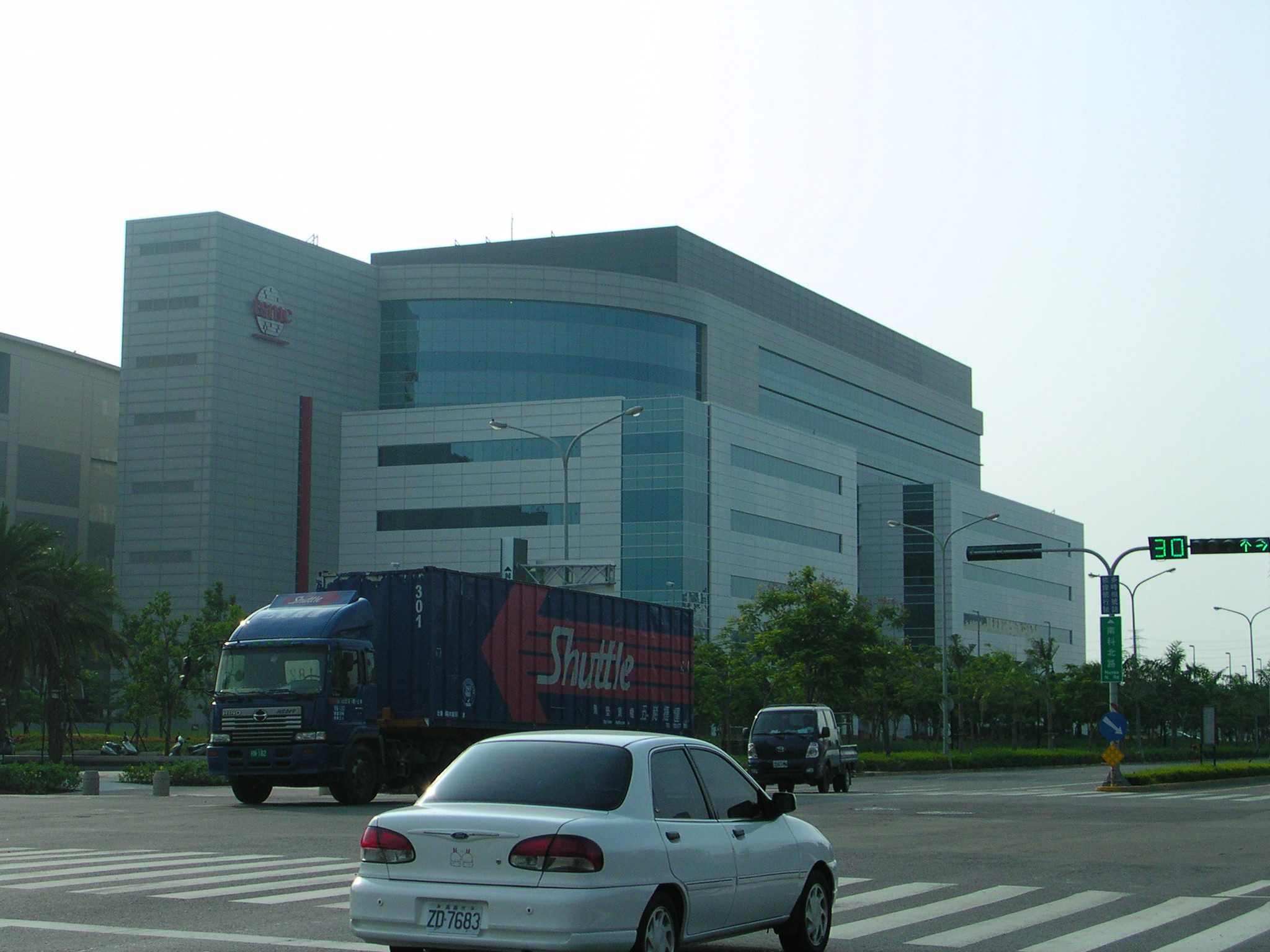
Фабрика TSMC в Научном парке Таинань, одна из лидеров в индустрии информационных технологий

В 1960 году электронной промышленности на Тайване практически не было. Тем не менее, после решения правительства развивать высокие технологии, чтобы наладить свою собственную промышленность в данной сфере, с использованием приёмов маркетинга и менеджмента были созданы такие компании, как TSMC и UMC. Индустрия использовала производственные ресурсы и опыт управления для тесного сотрудничества с крупными международными поставщиками, чтобы стать центром исследований и разработок Азиатско-Тихоокеанского региона.
В результате индустрия информационных технологий Тайваня играет важную роль на мировом IT-рынке в последние 20 лет.
Правительственный проект «e-Taiwan»: улучшение информационной и коммуникационной инфраструктуры на Тайване в пяти основных областях — правительство, жизнь, бизнес, транспорт и широкополосный доступ в Интернет. Программа направлена на повышение конкурентоспособности предприятий отрасли, улучшение эффективности работы правительства, а также повышение качества жизни, она стремится увеличить число пользователей широкополосного доступа на острове до 6 миллионов, на него  потратят 1,83 млрд долларов.
В 2012 году на рынке программного обеспечения Тайваня наблюдался рост в 4,5 %, к 2013 году его стоимость достигла 4,9 млрд долларов США, увеличившись на 81,2 % с 2008 года. Тайваньский рынок программного обеспечения составляет 3,3 % стоимости Азиатско-Тихоокеанского рынка. Рост цифровой индустрии[какой?] составил 15 % в 2009 году, достигнув $14,03 млрд.
Радиоэлектронная промышленность (в том числе плоские дисплеи и фотовольтаика) принесла $2,2 трлн в 2010 году — 40 % скачок с 2009 года, что составляет пятую часть мирового рынка.

### Полупроводниковая промышленность
Полупроводниковая промышленность, в том числе производство микросхем, дизайн и пакование формируют основную часть IT-индустрии Тайваня.
После создания первого завода по производству 3-дюймовых пластин в 1977 году и основания компании UMC в 1980 году данная индустрия Тайваня превратилась в мирового лидера с 40 фабриками в эксплуатации, в 2002 году.
Тайвань имеет производственные мощности информационных технологий по всему миру и, благодаря своему мощному потенциалу в данной сфере производства, стал полноценным конкурентоспособным членом производственно-сбытовой цепочки.
В 2007 году Тайвань в полупроводниковой промышленности обогнал США и уступал лишь Японии.
В 2009 году сектор производства достиг 39 млрд долларов США, заняв первое место на мировом рынке по производству микросхем, пакованию и тестированию и второе — по дизайну микросхем.
Несмотря на глобальный финансовый кризис 2007—2010 годов, от которого уменьшился объём продаж и экспорта, промышленность продолжала расти, и компании за 2010 год принесли рекордную прибыль.
В середине 2011 года Тайвань обошёл Японию по общей мощности производства микросхем, достигнув отметки в 21 % от мирового уровня.

### Ведущие компании
Компании TSMC и UMC являются двумя крупнейшими производителями полупроводниковых изделий, в то время как MediaTek является четвёртой по величине бесфабричной компанией, разрабатывающей микросхемы, во всём мире.
Компании Nanya (DDR4 и DDR3), Winbond (флеш-память и DRAM), PSMC (логические микросхемы).
AUO Corporation выпускает широкий спектр ЖК-панелей размером от 1,2 дюйма (30 мм) до более чем 65 дюймов (1700 мм). AUO получил выручку в размере 14,8 млрд долл. США от реализации продукции в 2007 году, в настоящее время на компанию на Тайване, в США, Нидерландах, Японии, Южной Корее, Сингапуре и Китае работают 43 тыс. человек. Кроме того, AUO стал первым производителем исключительно TFT LCD, представленным на Нью-Йоркской фондовой бирже.
Компания Asus производит персональные компьютеры, а также компьютерные компоненты, такие как материнские платы, видеокарты, ноутбуки, мониторы, мобильные телефоны, интернет-планшеты и оптические приводы. По состоянию на 2012 год входит в пятёрку крупнейших производителей данных товаров. Крупным производителем компьютерной техники также является Gigabyte Technology, за 25 лет динамичного развития компания превратилась в одного из мировых лидеров рынка графических 3D-ускорителей и системных плат. Кроме этого, тайваньская компания Quanta Computer в 2013 году вошла в Fortune Global 500, заняв 321-е место.
Foxconn является крупнейшим в мире производителем электроники (электронных компонентов и готовых изделий), в основном являясь непосредственным исполнителем по контрактам с другими компаниями, которые, в свою очередь, продают изделия под своими торговыми марками.
Компания Yageo — третий в мире производитель пассивных электронных компонентов.
В апреле 2011 года HTC, тайваньский производитель смартфонов и планшетов, по рыночной капитализации обошла Nokia (стоимость HTC составила 33,8 млрд долларов, а финской компании — 33,6 млрд долларов).
Четыре тайваньские компании электронной промышленности вошли в 1000 самых больших компаний, по версии Forbes. Компании D-Link, Zyxel Communications, Billion Electric и Comtrend являются лидерами рынка электронных коммуникаций.

## Нефтехимическая промышленность
Несмотря на отсутствие нефтяных ресурсов, на Тайване с 1950-х годов процветает нефтехимическая промышленность. По состоянию на 2004 год Тайвань является девятым крупнейшим производителем химических веществ в мире, а также занимает лидирующие позиции в производстве термопластичных материалов, стекловолокна и этилена.
В соответствии с «Global Views», доход от производства нефтепродуктов на Тайване вырос до более чем NT $ 1 трлн (33 млрд долл. США) в 2004 году, став третьей по доходу сферой промышленности после полупроводниковой и промышленности плоских панелей и дисплеев. С учётом текстиля выходное значение химических материалов, нефти, угля и продуктов нефтехимии превышает NT $ 4 трлн (US $ 132 миллиарда), на долю которых приходится 30 % от общего объёма промышленного производства Тайваня.
Одно из крупных подразделений тайваньской нефтехимической промышленности — производство шин и покрышек, где помимо филиалов зарубежных компаний работают собственно тайваньские Nankang, Federal Corporation, Kenda и Maxxis.

### Производство пластмассовых изделий
Рост экономики на Тайване и становление страны ключевым участником торговли в Азии — особенно с Китаем — привёл к увеличению спроса на производство пластиковых продуктов. Спрос на пластмассы и полимерные материалы составляет 39 % от общего объёма спроса на продукты химической промышленности. В последние годы стремительно растёт спрос на продукцию высоких технологий, качественные пластмассы и полимерные материалы для использования в отраслях местной промышленности, таких как электронная, связи, автомобильная, текстильная, упаковочная, строительная, медицинских принадлежностей и спортивного оборудования. Импорт пластмассы и полимерных материалов, особенно композиционных и конструкционных материалов, по-прежнему играет важную роль в химической промышленности Тайваня.
На современных рынках Тайваня падают цены на пластмассовые изделия. Фактический спрос на количество пластмассы и полимерные материалы растёт, понижение цен должно уменьшить вероятность начала снижения спроса. Таким образом, увеличилось количество малых и средних компаний, производящих пластик высокого качества. Это даёт возможность североамериканским филиалам компаний достичь значительных конкурентных преимуществ на рынках Северной Америки.

## Автомобильная промышленность
см. en:Automotive industry in Taiwan
- Hotai Motor[англ.] (28,8% всех машин, проданных на Тайване);
- China Motor Corporation (10,9%);
- Yulon Motors: Luxgen, Yulon Nissan Motor Corporation, Yulon GM (9,6%);
  - Foxtron — совместное предприятие с технологической корпорацией Foxconn
- Honda Taiwan[англ.] (7,7%)

## Аэрокосмическая индустрия

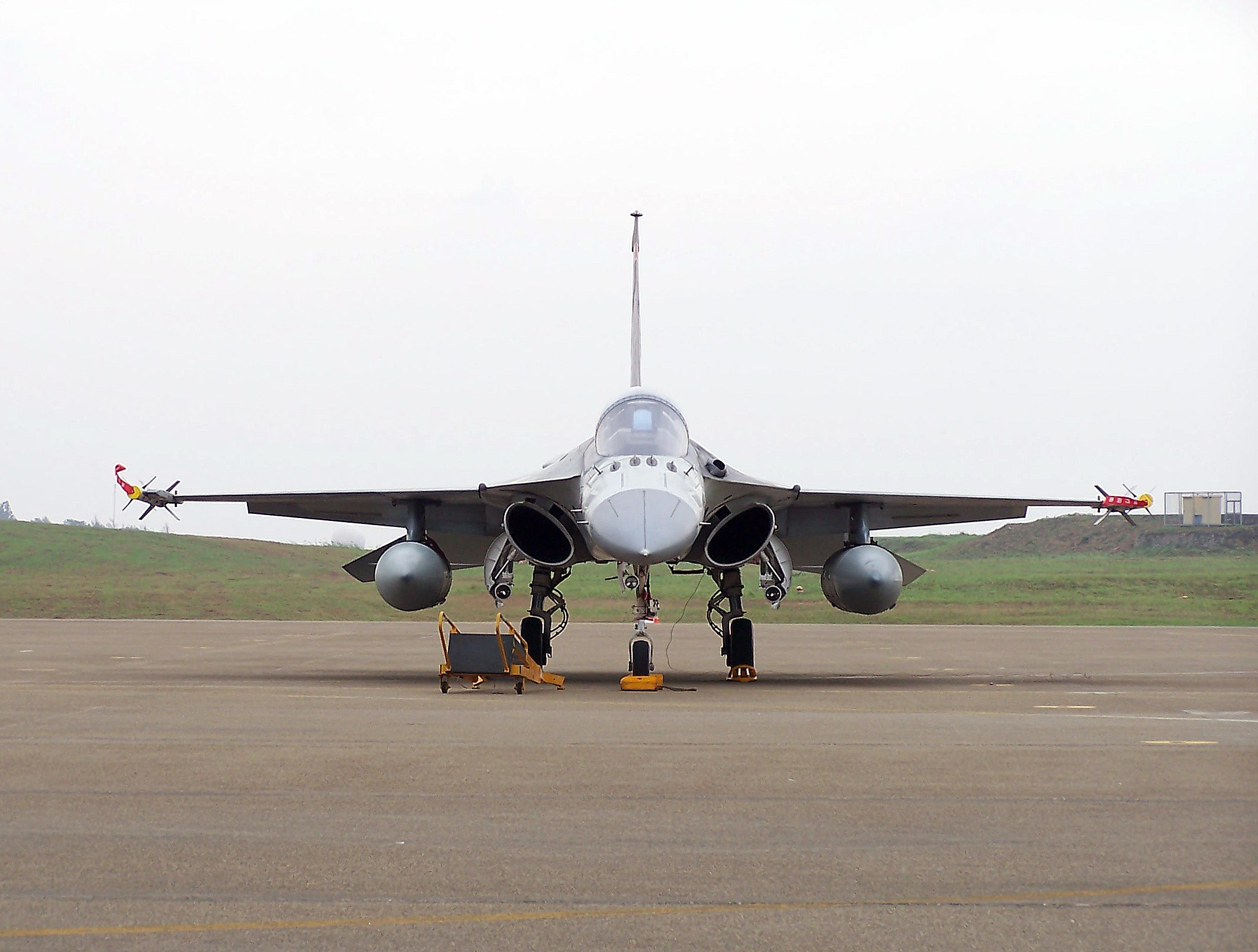
AIDC F-CK-1 Ching-kuo

### Авиационная промышленность
- «Aerospace Industrial Development Corporation» (AIDC) — государственная тайваньская аэрокосмическая компания.

### Космическая индустрия
В прошлом Тайвань мало участвовал в аэрокосмической деятельности, за исключением небольшого количества исследований в сфере космической физики и астрофизики. Тем не менее, в последние годы был создан ряд новых исследовательских подразделений, в том числе в Национальном центральном университете функционируют кафедры космической науки и астрономии. Кроме того, Центральный государственный университет с помощью дистанционного зондирования получает данные из США, Франции и других европейских стран с помощью спутниковой наземной станции NSC; центр распространяет данные на другие устройства после того, как они принимаются и обрабатываются.
В целях повышения уровня технологического развития страны и участия в развитии космической науки и техники Исполнительный Юань (исполнительная власть) в 1990 году утвердил программу развития авиационно-космической промышленности Тайваня и в следующем году — долгосрочный 15-летний проект развития космической техники Тайваня. Он также создал Национальный Офис космической программы, ответственный за реализацию плана. Комитет космической науки и технологий и Национальный центральный университет осуществляют надзор за политикой и администрацией данной сферы.
Поскольку Китайская Республика никогда не была лидером в области космической науки и техники, основными задачами в развитии космической техники должно было стать создание базовых условий и технологий для космических систем и использование этой основы для реализации различных видов космических миссий. Эти миссии должны были повлечь за собой применение космических технологий в области фундаментальной науки, связи, охраны окружающей среды, разведки ресурсов, транспорта, сельского хозяйства, рыболовства и береговой защиты. Также к созданию космической отрасли производства спутниковых компонентов, наземных систем спутниковой связи и обработки спутниковых данных. Технологии, разработанные в этой космической программе, включают системную интеграцию, управление крупными проектами и обеспечение качества и надёжности и будут переданы промышленному сектору для работ по модернизации промышленности.
Национальный космический проект стартовал в 1991 году и, как планировалось, продлился 15 лет. Финансирование программы оценивается в NT $ 13,6 млрд. Проект начался со строительства ресурса спутниковых приёмных станций и включал запуск трёх небольших низкоорбитальных исследовательских спутников.
По программе, планируется разработать ряд малых спутников типа ROCSAT (сейчас именуются Formosat). Было решено, что эти спутники будут в дальнейшем использовать приёмные станции и будут обрабатывать данные со средств, уже имеющихся на Тайване.
Программа направлена на укрепление производства спутниковых центральных компонентов, активное продвижение на международном рынке, а также создание основы для космической отрасли Тайваня. Кроме того, развитие космических технологий способствует модернизации смежных отраслей страны
В январе 1999 года с мыса Канаверал в США был успешно запущен ИСЗ ROCSAT-1. Научная информация и данные, переданные на Землю в течение последующих четырёх лет, отправлялась исследователям со всего мира, способствуя как внутренним, так и глобальным научным исследованиям. В июне 2019 г. запущен уже седьмой спутник Formosat.
Национальная космическая организация Тайваня (NSPO) была основана в 2001 году и является гражданским космическим агентством Китайской Республики под эгидой Национального научного Исполнительного совета Юаня. NSPO участвует в освоении космического пространства, развитии спутниковой связи и связанных с нею технологиями и инфраструктурой, занимается исследованиями в области авиационно-космической техники, дистанционного зондирования, астрофизики, информатики, космического оружия и национальной безопасности Китайской Республики.
Правительство Китайской Республики поощряет развитие космической техники, создав пакет разработки авиационно-космической промышленности Тайваня и технологии по освоению космического пространства, рассчитанный на 15 лет. Подготовительное Бюро Национального управления космической программы было создано с целью реализации данного решения.
Основная цель Тайваня в плане разработки космической техники — создание развитой структуры и технологий, связанных с этой областью.
Роль космической отрасли Тайваня будет заключаться в развитии через последовательно реализованные спутниковые программы; аэрокосмическая промышленность также будет использовать технологию и приобретённый опыт, чтобы захватить долю мирового космического рынка.
Центр исследований космического и дистанционного зондирования в Центральном государственном университете ответственен как за научное, так и за практическое применение дистанционного зондирования. 
Проект начался со строительства спутниковых приёмных станций и последующего запуска трёх небольших исследовательских спутников на низкую околоземную орбиту. Местная экономика в настоящее время выделяет средства для работы этой программы.

## Текстильная промышленность
В текстильной промышленности Тайваня наблюдается тенденция к производству функциональных, экологичных и инновационных продуктов, которые получили международную известность благодаря их высокому качеству и приемлемым ценам. Всемирная торговая организация опубликовала отчёт, по данным которого в 2010 году Тайвань занял шестое место в мире по объёму экспорта текстиля, после Китая, Евросоюза, Индии, США и Южной Кореи. В докладе также было указано, что остров является одним из основных мировых поставщиков синтетических тканей и функционального эко-текстиля.
Согласно экономическим данным, которые обнародовала Тайваньская текстильная федерация (TTF), объём экспорта текстиля Тайваня вырос до 12,72 млрд долл. США в 2011 году с 11,3 млрд $ в 2010 году, что ознаменовало собой 12,57 %-е увеличение. Объём импорта текстиля и одежды вырос с $ 2910 млн до $ 3570 млн в 2011 году — рост на 22,68 %.
Активное сальдо торгового баланса страны в 2010 году составило 9150 млн долл.
С точки зрения структуры продукта, стоимость экспорта тканей и пряжи составила 7640 млн долл. и 2,53 млрд долл. соответственно в 2011 году — рост на 13,6 % и 12,8 % соответственно по сравнению с годом ранее. 

TTF отмечает, что Китай (за исключением Гонконга) стал крупнейшим потребителем текстиля Тайваня в 2011 году и, что стоимость экспорта в Китай достигла 2,8 млрд долл. США, увеличившись на 10 % по сравнению с годом ранее. Другие потребители: Вьетнам, Гонконг, США и Индонезия. Эти цифры показывают, что текстильная промышленность Тайваня продолжает расти, несмотря на глобальный экономический спад конца первой декады 21 века.

## Пищевая промышленность
Пищевая промышленность на Тайване приносит почти 500 млрд NTD в год. Нехватка сырья, изменения в структуре экономики и отток населения из села препятствовали развитию пищевой промышленности на Тайване.
Правительственные учреждения разработали различные инициативы и проекты для работы с предприятиями по активизации экспортных продаж. По мнению экспертов, только путём дифференциации, оптимизации и агрессивной экспансии за рубеж тайваньская пищевая промышленность может обеспечить себе нишу на очень конкурентном мировом рынке пищевых продуктов.
«Uni-President Enterprises Corporation» — крупнейшая компания по производству продуктов питания на Тайване и во всей Азии, она имеет значительную долю на рынке молочных продуктов, продуктов питания и закусок, а также напитков. Она также отвечает за функционирование местных отделений таких компаний, как «Starbucks», «7-Eleven», «Mister Donut» и «Carrefour». Кроме того, «Uni-President» также имеет филиалы в Китае и Таиланде.

## Оборонная промышленность
см. en:Defense industry of Taiwan
Оборонная промышленность Тайваня  производит вооружения как для Вооружённых сил Китайской Республики, так и на экспорт.
Экспорт:  автоматы T65 и T91 (T91 assault rifle).
Выставки: Taipei Aerospace & Defense Technology Exhibition